# Linia kolejowa Grzmiąca – Korzybie
Linia kolejowa Grzmiąca – Korzybie – rozebrana w 1945 roku normalnotorowa linia kolejowa łącząca Grzmiącą (województwo zachodniopomorskie) z Korzybiem (województwo pomorskie).

## Historia
Otwarcie linii następowało etapami. 1 listopada 1896 roku do użytku oddano odcinek Grzmiąca - Śliwno Bobolickie. 15 grudnia 1897 roku linię wydłużono do Bobolic. 15 lipca 1903 roku otworzono odcinek z Bobolic do Polanowa. 1 listopada 1921 roku linię wydłużono z Polanowa do Korzybia. W 1945 roku po wkroczeniu Armii Czerwonej linia została zamknięta i rozebrana.